# Ursula Hiestand
Ursula Hiestand-Schaad (* 10. April 1936 in Zürich) ist eine Schweizer Grafikerin und Grafikdesignerin spezialisiert auf Gebrauchsgrafik.

## Leben und Werk
Ursula Hiestand absolvierte von 1952 bis 1956 ihre Ausbildung zur Schriftenmalerin an der Schule für Gestaltung in Zürich. Mit dem  Grafiker Ernst Hiestand, mit dem sie damals auch verheiratet war, unterhielt sie von 1960 bis 1980 eine Ateliergemeinschaft und die Designpartnerschaft Ernst + Ursula Hiestand. Zu ihren Auftraggebern zählten unter anderem die Schweizer Schmirgel- und Schleifindustrie AG, British American Tobacco (BAT), Obst- und Weinbaugesellschaft (OWG), Hug Zwieback AG, BASF Schweiz AG, Globus, Bally, der Exportverband der Schweizer Bekleidungsindustrie, verschiedene Einkaufszentren, die Verkehrsbetriebe Zürich (VBZ), die Maus Frères und die Draegerwerk AG.

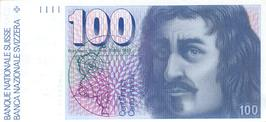
100-Franken-Note der von den Hiestands entworfenen 6. Serie der Schweizer Banknoten

Die Hiestands entwarfen Ende der 1960er Jahre für die Schweizerische Nationalbank die Schweizer Banknoten der 6. Serie, die ab 1976 galten und 2000 zurückgerufen worden sind. Die Vorderseite der Noten enthielt jeweils das Porträt einer historischen Persönlichkeit und die entsprechende Rückseite immer einen thematisch engen Bezug zur dargestellten Persönlichkeit. Im Jahr 1972 wurden die Entwürfe für neue Banknoten der Schweizerischen Nationalbank auf der Documenta 5 in Kassel in der Abteilung Parallele Bildwelten: Gesellschaftliche Ikonographie gezeigt.
Von 1960 bis 2007 führte sie ihr eigenes Atelier für Visuelle Gestaltung in Zollikon. Bereits 1962 wurde Hiestand als zweite weibliche Gestalterin Mitglied der Alliance Graphique Internationale AGI. Sie ist Mitglied im Verband Schweizer Grafiker VSG, dem Schweizerischen Werkbund SWB und den SID Schweizer Industrial Designers.
Hiestand ist vor allem für ihre Textgestaltungen und Entwürfe von Plakaten bekannt. Das umfassende Archiv von Ursula Hiestands Atelier wie auch der gemeinsamen Designpartnerschaft befindet sich in der Sammlung des Museum für Gestaltung Zürich.
Sie lebt in Zollikon.